# Liu Shishi
Liu Shishi (En idioma chino: 刘诗诗).
(Pekín, 10 de marzo de 1987) también conocida como Cecilia Liu, es una actriz china reconocida principalmente por sus papeles como Long Kui en la serie de televisión Chinese Paladin 3 y Ruoxi en Scarlet Heart.

## Biografía

### 2005-2010: Comienzos y ascenso
Después de haber sido entrenada en ballet en la Academia de Danza de Pekín, Liu Shishi hizo su debut como actriz en la serie de televisión The Moon and the Wind (2005), donde incluyó un segmento del ballet El lago de los cisnes en una de sus escenas. Luego protagonizó las series The Young Warriors (2006) y The Fairies of Liaozhai (2007).
En 2007 se graduó en la Academia de Danza de Pekín y fue contratada por la compañía Tangren Media, realizando con éxito su transición de bailarina a actriz. Luego interpretó el papel de Mu Nianci en el drama The Legend of the Condor Heroes (2008), que le valió un mayor reconocimiento en su país natal.
En 2009 ganó popularidad tras aparecer en el exitoso drama de acción y fantasía Chinese Paladin 3; su papel como Long Kui recibió críticas positivas de críticos y fanáticos. Un año después protagonizó el drama histórico A Weaver on the Horizon, basado en la historia de la vida de Huang Daopo. Originalmente en el papel de la protagonista principal, Liu eligió en su lugar interpretar a la princesa Zhao Jiayi, ya que consideraba que la evolución del personaje supondría un reto para su actuación.

### 2011-2012: Reconocimiento y debut cinematográfico
El año 2011 Liu participó en dos exitosos dramas, The Vigilantes in Masks y Scarlet Heart. Esta última producción se convirtió en un sleeper hit en China y rápidamente ganó popularidad en todo el este de Asia. A partir de entonces, Liu obtuvo varios premios por su actuación, incluyendo el de mejor actriz en los China TV Awards y el Festival de Televisión de Shanghái.
A continuación, Liu centró su carrera en la gran pantalla, realizando su debut en el cine con The Next Miracle, largometraje dirigido por el cineasta taiwanés Zhuo Li. También filmó otras dos películas, Sad Fairy Tale y A Moment of Love.
En 2012 protagonizó el drama de acción y fantasía Xuan-Yuan Sword: Scar of Sky, adaptación del videojuego del mismo nombre. La serie encabezó los índices de audiencia televisiva y obtuvo 2 mil millones de visitas en línea, convirtiéndose en el noveno drama de la historia de la televisión de Hunan que logra esa hazaña. La creciente popularidad de Liu gracias a Scarlet Heart de 2011 y Xuan-Yuan de 2012 le permitió convertirse en la "Diosa del Águila Dorada" en la novena edición del China TV Golden Eagle Award.

### 2013-presente
En 2013 protagonizó la comedia de acción Badges of Fury junto a Jet Li y la película Brotherhood of Blades junto al actor taiwanés Chang Chen. Liu fue nominada a la mejor actriz en los premios del Gremio de Directores de Cine de China por su actuación en este último filme.
En 2014 retornó a la pequeña pantalla con el drama histórico Sound of the Desert, basado en la novela Balada del desierto de Tong Hua. La serie encabezó los índices de audiencia televisivos a nivel nacional y fue bien recibida en el extranjero. Luego protagonizó la película romántica Five Minutes to Tomorrow, en la que realizó dos papeles. En 2016 protagonizó el drama histórico The Imperial Doctress, basado en la vida de Tan Yunxian, una famosa médica que ejerció su profesión durante la dinastía Ming.
En 2017 apareció junto a los veteranos actores Wang Qianyuan y Cao Bingkun el drama de espías The Battle at Dawn, producido por el Ministerio de Seguridad Pública. Ese mismo año interpretó a una joven madre soltera en el drama Angelo junto a Ming Dow. Dos años después apareció en la serie If I Can Love You So junto a Tong Dawei. En 2019 anunció que se encontraba en el proceso de rodaje de una nueva serie, titulada tentativamente To Dear Myself.

## Filmografía

### Cine
| Año  | Título internacional      | Título en chino  | Papel            |
| ---- | ------------------------- | ---------------- | ---------------- |
| 2006 | The Legend of Lu Xiaofeng | 陆小凤传奇       | Sun Xiuqing      |
| 2012 | The Next Miracle          | 下一个奇迹       | Li Jiayi         |
| 2012 | Sad Fairy Tale            | 伤心童话         | Yang Jia         |
| 2013 | Badges of Fury            | 不二神探         | Liu Jingshui     |
| 2013 | A Moment of Love          | 回到爱开始的地方 | Ji Yaqing        |
| 2014 | Brotherhood of Blades     | 绣春刀           | Zhou Miaotong    |
| 2014 | Five Minutes to Tomorrow  | 深夜前的五分钟   | Ruo Lan / Ru Mei |
| 2017 | The Liquidator            | 心理罪之城市之光 | Mi Nan           |

### Televisión
| Año  | Título internacional              | Título en chino  | Papel                         |
| ---- | --------------------------------- | ---------------- | ----------------------------- |
| 2005 | The Moon and the Wind             | 月影风荷         | Yang Fenghe / Yan Xiulian     |
| 2006 | Flying Like a Butterfly           | 飞花如蝶         |                               |
| 2006 | The Young Warriors                | 少年杨家将       | Lady Luo                      |
| 2007 | The Fairies of Liaozhai           | 聊斋奇女子       | Xin Shisiniang                |
| 2008 | The Legend of the Condor Heroes   | 射雕英雄传       |                               |
| 2009 | Chinese Paladin 3                 | 仙剑奇侠传3      | Long Kui                      |
| 2009 | The Heaven Sword and Dragon Saber | 倚天屠龙记       | Doncella del vestido amarillo |
| 2010 | Tale of the Oriental Serpent      | 白蛇后传         | Yin Shuangshuang              |
| 2010 | A Weaver on the Horizon           | 天涯织女         | Zhao Jiayi                    |
| 2011 | The Vigilantes In Masks           | 怪俠一枝梅       | Yan Sanniang                  |
| 2011 | Scarlet Heart                     | 步步惊心         | Ma'ertai Ruoxi / Zhang Xiao   |
| 2012 | Xuan-Yuan Sword: Scar of Sky      | 轩辕剑之天之痕   | Taba Yu'er                    |
| 2013 | The Patriot Yue Fei               | 精忠岳飞         | Lady Yang                     |
| 2014 | Scarlet Heart 2                   | 步步惊情         | Zhang Xiao / Lan Lan          |
| 2014 | Sound of the Desert               | 风中奇缘         | Xin Yue                       |
| 2014 | Incisive Great Teacher            | 犀利仁师         | Lu Yunfei                     |
| 2016 | The Imperial Doctress             | 女医·明妃传      | Tan Yunxian                   |
| 2016 | Precious Youth                    | 那年青春我们正好 | Liu Ting                      |
| 2017 | The Battle at the Dawn            | 黎明决战         | Song Hongling                 |
| 2017 | Angelo                            | 天使的幸福       | Li Xiaohan                    |
| 2017 | Lost Love in Times                | 醉玲珑           | Feng Qingchen                 |
| 2019 | If I Can Love You So              | 如果可以这样爱   | Bai Kao'er                    |
| 2020 | To Dear Myself                    | 亲爱的自己       | Li Siyu                       |
| 2021 | My Best Friend's Story            | 流金岁月         | Jiang Nansun                  |
| 2023 | A Journey to Love                 | 念关山           | Ren Ruyi                      |

### Cortometrajes
| Año  | Título internacional     | Título en chino | Papel                          |
| ---- | ------------------------ | --------------- | ------------------------------ |
| 2009 | Dream Zhu Xian           | 梦幻诛仙        | Liu Xiaoxiao / Mo Li / Zhen'er |
| 2011 | Dream Back to Mount Deer | 梦回鹿鼎记      | Suo Feiya                      |
| 2012 | Coincidence              | 肌缘巧合        | Yao Bingbing                   |
| 2013 | Dreamers                 | 戏梦            | Celebridad                     |